# Clerke Rocks
Clerke Rocks är klippor i Sydgeorgien och Sydsandwichöarna (Storbritannien). De ligger i den nordvästra delen av Sydgeorgien och Sydsandwichöarna.
Terrängen runt Clerke Rocks är platt.  Det finns inga samhällen i närheten. 